# Sounds That Can’t Be Made
Sounds That Can’t Be Made — семнадцатый студийный альбом британской рок-группы Marillion из Эйлсбери (графство Бакингемшир). Он был выпущен 17 сентября 2012 года. Помимо стандартного издания, существует также «делюкс-издание», содержащее бонусный DVD с полнометражным документальным фильмом Making Sounds.
5.1-канальная объёмная версия альбома была выпущена в составе Blu-ray-сета A Sunday Night Above the Rain, вышедшего на Racket Records в 2014 году.

## История
17-минутный открывающий эпический трек «Gaza», возможно, самая откровенно политическая песня Marillion с 1989 года. Её текст рассказывает о судьбе мальчика, растущего в оккупированном Израилем секторе Газа, о проблемах жителей Палестины, о насилии, бедности и стремлении палестинцев к независимости.
Как и Дэвид Гилмур, Роджер Уотерс, Крис Мартин и другие, Marillion поддерживают «HOPING Foundation», неправительственную организацию, которая помогает палестинским детям и подросткам в лагерях беженцев, и призывают своих поклонников делать то же самое.

## Отзывы
| Оценки критиков     | Оценки критиков |
| Источник            | Оценка |
| ------------------- | --- |
| AllMusic            | [ 2 ] |
| Sputnikmusic        | 4,0 из 5 звёзд · 4,0 из 5 звёзд · 4,0 из 5 звёзд · 4,0 из 5 звёзд · 4,0 из 5 звёзд                                                                            |
| The Huffington Post | 5 из 5 звёзд · 5 из 5 звёзд · 5 из 5 звёзд · 5 из 5 звёзд · 5 из 5 звёзд                                                                                      |
| Metal Storm         | 8 из 10 звёзд · 8 из 10 звёзд · 8 из 10 звёзд · 8 из 10 звёзд · 8 из 10 звёзд · 8 из 10 звёзд · 8 из 10 звёзд · 8 из 10 звёзд · 8 из 10 звёзд · 8 из 10 звёзд |

Sounds That Can’t Be Made получил положительные отзывы критиков изданий Sputnikmusic, The Huffington Post, Metal Storm, а также от сайта AllMusic.
Том Юрек из AllMusic отметил, что «На своём 17-м альбоме Marillion возвращаются к своим нео-проговым корням впервые с альбома 2004 года Marbles. Sounds That Can’t Be Made звучит как винтажный Marillion. Они вернулись к прогу с местью, представив восьмитрековый сборник, который работает на всех цилиндрах, начиная с 17-минутного эпика „Gaza“ о проблемах палестинцев. Стив Ротери демонстрирует более агрессивную гитарную атаку, чем за последние годы. Закрывающая композиция „Lucky Man“ (не одноимённый трек ELP) начинается с величественной агрессии и переходит в басовую, блюзовую мелодию, которая перерастает в гимнический прог с Хогартом, исполняющим свою лучшую рокерскую партию. Sounds That Can’t Be Made — это доказательство того, что Marillion всегда знали, кто они есть как группа. И если уж на то пошло, они стали лучшими музыкантами благодаря тому, что использовали все эти сохранившиеся источники».

## Список композиций
| №                   | Название                    | Длительность |
| ------------------- | --------------------------- | ------------ |
| 1.                  | «Gaza»                      | 17:31        |
| 2.                  | «Sounds That Can't Be Made» | 7:16         |
| 3.                  | «Pour My Love»              | 6:02         |
| 4.                  | «Power»                     | 6:07         |
| 5.                  | «Montréal»                  | 14:04        |
| 6.                  | «Invisible Ink»             | 5:47         |
| 7.                  | «Lucky Man»                 | 6:58         |
| 8.                  | «The Sky Above the Rain»    | 10:34        |
| Общая длительность: | Общая длительность:         | 74:19        |

## Чарты
| Чарт (2012)                      | Высшая позиция |
| -------------------------------- | -------------- |
| Австрия (Ö3 Austria)             | 51             |
| Бельгия/Фландрия (Ultratop)      | 134            |
| Бельгия/Валлония (Ultratop)      | 75             |
| Нидерланды (Album Top 100)       | 22             |
| Франция (SNEP)                   | 41             |
| Германия (Offizielle Top 100)    | 29             |
| Италия (Classifica album)        | 47             |
| Норвегия (VG-lista)              | 37             |
| Швеция (Sverigetopplistan)       | 55             |
| Швейцария (Schweizer Hitparade)  | 58             |
| Великобритания (UK Albums Chart) | 43             |